# Руда (Мінський повіт)
Руда (пол. Ruda) — село в Польщі, у гміні Дембе-Вельке Мінського повіту Мазовецького воєводства.
Населення — 654 особи (2011).
У 1975-1998 роках село належало до Седлецького воєводства.

## Демографія
Демографічна структура станом на 31 березня 2011 року:
|          | Загалом | Допрацездатний вік | Працездатний вік | Постпрацездатний вік |
| -------- | ------- | ------------------ | ---------------- | -------------------- |
| Чоловіки | 325     | 68                 | 232              | 25                   |
| Жінки    | 329     | 69                 | 202              | 58                   |
| Разом    | 654     | 137                | 434              | 83                   |